# Amharentaube
Die Amharentaube oder Amharen-Felsentaube  (Columba albitorques), auch Weißringtaube oder Abessinische Felsentaube genannt, ist eine Art der Taubenvögel. Sie kommt ausschließlich in Afrika vor.

## Erscheinungsbild
Die Amharentaube erreicht eine Körperlänge von 30 Zentimetern. Sie entspricht damit etwa der Größe einer kleinen Stadttaube. Ein Geschlechtsdimorphismus besteht nicht. 
Das Gefieder der Amharentaube ist überwiegend dunkel schiefergrau. Sie hat weiße Handdecken, die jedoch bei geschlossenen Flügeln nicht sichtbar sind. Charakteristisch für diese Art ist das auffallende, reinweiße Nackenband, das sich von Ohr zu Ohr zieht. Die Wachshaut ist hell. Der Schnabel ist tief dunkelgrau. Die Iris ist dunkelrot. Die Beine und Füße sind rötlich.

## Verbreitung und Lebensraum
Die Amharentaube hat ein verhältnismäßig kleines Verbreitungsgebiet. Sie kommt nur im felsigen Hochland von Äthiopien vor. Dort reicht ihr Verbreitungsgebiet vom Süden Eritreas bis zum Jima und Arussi-Gebirge. Sie ist innerhalb dieses beschränkten Verbreitungsgebietes eine häufige Taubenart. Die Höhenverbreitung dieser Art reicht von 1800 bis 4000 Meter über NN. 
Innerhalb des Verbreitungsgebietes nutzt die Amharentaube eine Reihe unterschiedlicher Gebirgshabitate. Sie lebt bevorzugt auf Grasland, Kulturland und offenen Wäldern in der Nähe von Schluchten und menschlichen Siedlungen. Sie hat sich auch menschlichen Siedlungsraum erschlossen und kommt auch im Inneren größerer Städte vor.

## Lebensweise
Die Amharentaube lebt sowohl einzeln, in Paaren oder in kleinen Trupps. An ihren Ruheplätzen und auf den Nahrungsgründen kann es zu größeren Schwarmansammlungen kommen. Dort ist sie häufig auch mit der Guineataube vergesellschaftet. Die Ruheplätze finden sich an Felshängen und an Gebäuden. Diese werden am Morgen verlassen, um die Nahrungsgründe aufzusuchen. Das Nahrungsspektrum umfasst Getreide und andere Sämereien. Das Nest wird in Felsspalten oder vergleichbaren Öffnungen an Gebäuden errichtet. Das Gelege umfasst zwei Eier. Die Brutzeit beträgt 16 Tage. Die Jungvögel sind nach 27 bis 31 Tagen flügge.

## Belege

### Weblink
- Columba albitorques in der Roten Liste gefährdeter Arten der IUCN 2013.1. Eingestellt von: BirdLife International, 2012. Abgerufen am 3. Oktober 2013.